# 胡子講

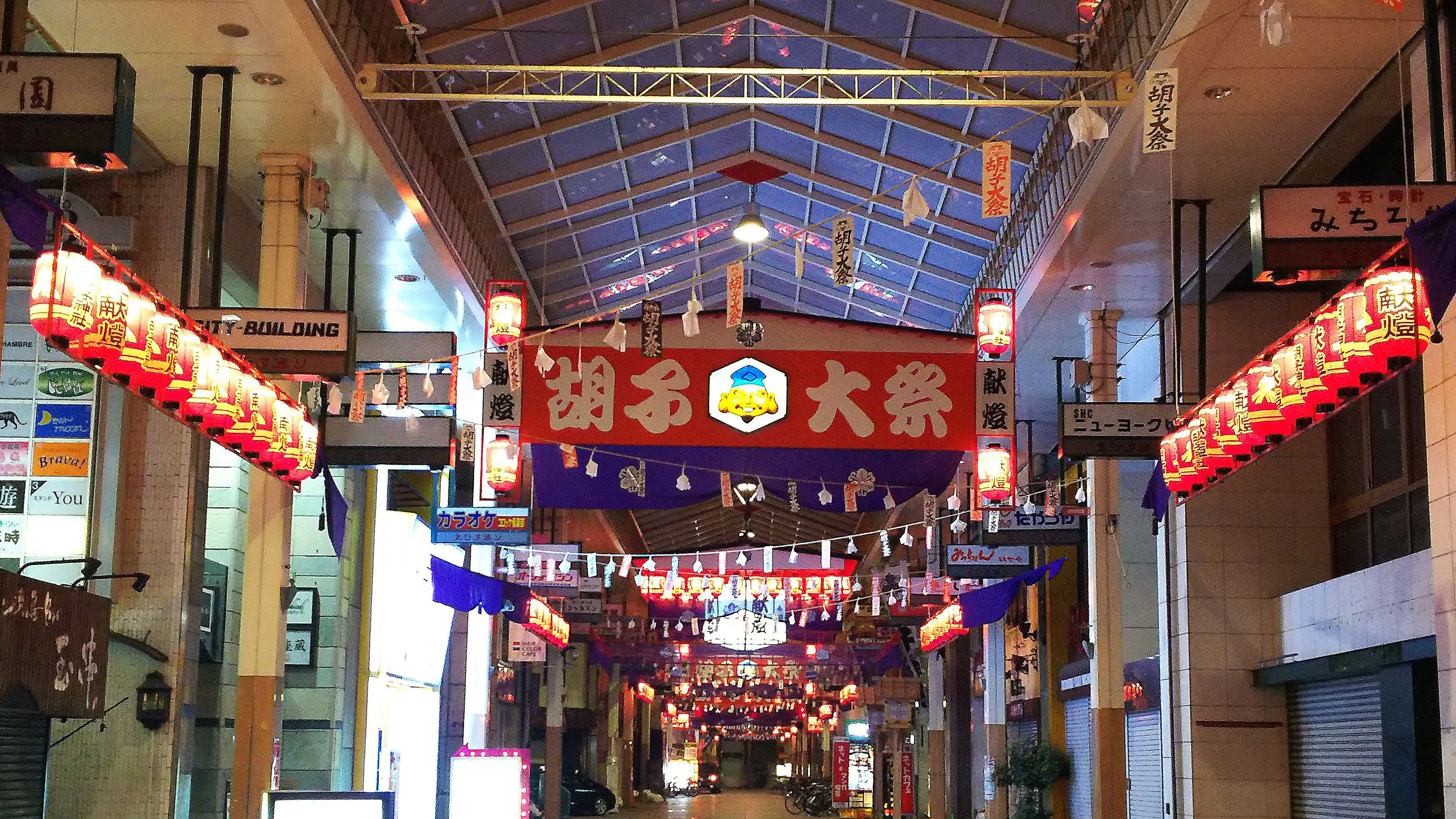
えびす講

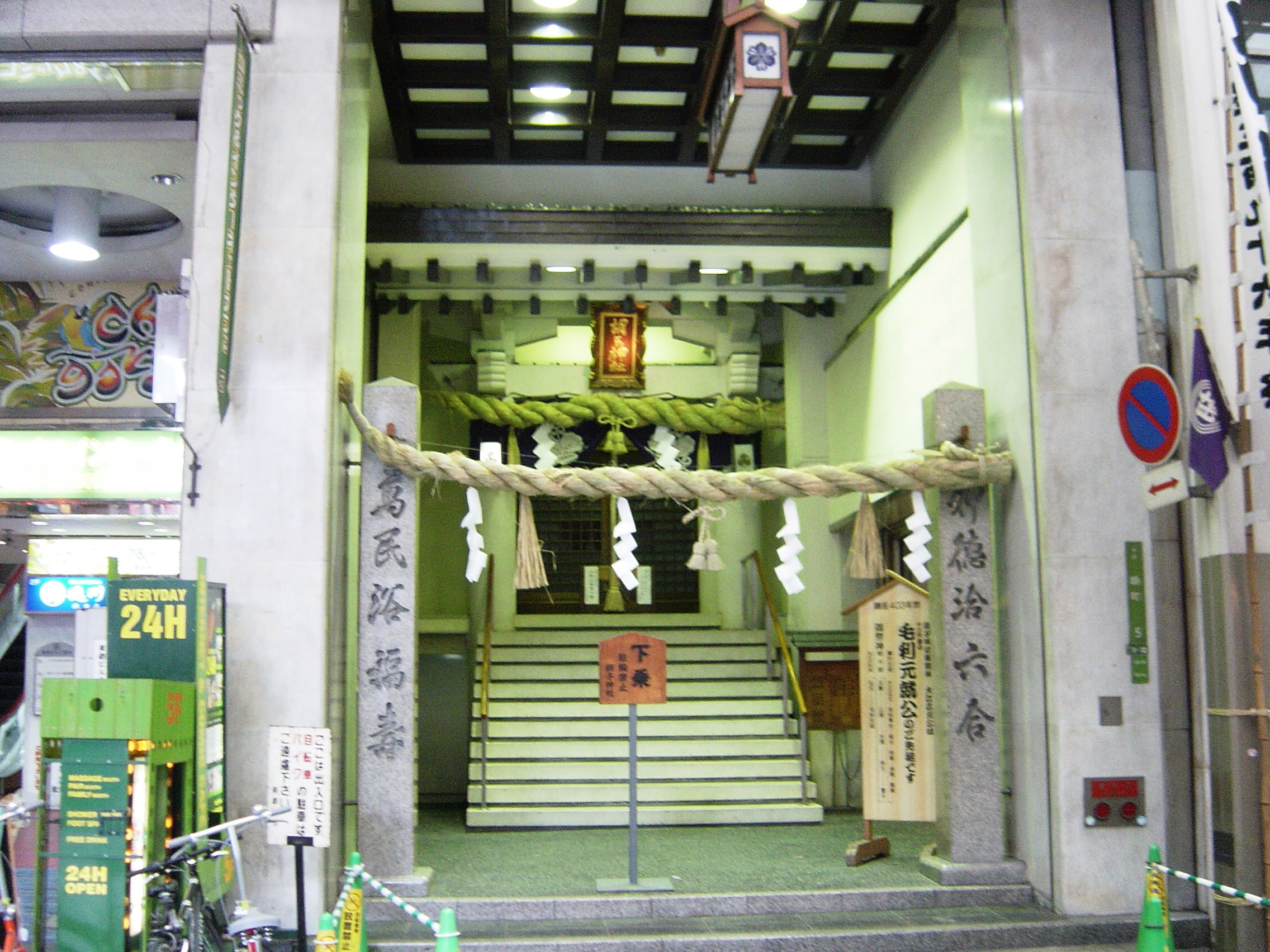
広島胡子神社

胡子講（えびすこう）正式名称「胡子大祭（えびすたいさい）」とは、広島県広島市中区胡町の胡子神社で11月17日から4日間開かれる祭りである。地元の商店街では開催に合わせて大売出しが行われ「えべっさん」として親しまれている。（広島三大寺社祭りの一つ）

## 概要
胡子神社では商売繁盛の縁起物が飾られた熊手（こまざらえ）を発売するとともに、えびす通り商店街では胡子講の開催に合わせて大売り出しが行われる。周辺の商店やデパート（福屋や三越、天満屋等）では、一斉にバーゲンが行われ、中央通りが歩行者天国となり期間中は10万人以上の人出で賑わう。

## 歴史
1603年（慶長8年）の胡子神社建立より続く。熊手は1901年（明治34年）の鎮座300年祭より売り出されるようになった。1945年（昭和20年）8月6日の原爆被災の際も、わずか3か月後の11月20日に仮設のバラックの社殿で祭典が行われた。戦争による中断等もなく、400年以上途切れずに胡子大祭は行われている。

## 出来事
歩行者天国となった中央通りで暴走族が集会を行うこともあり、1999年の開催時には道路の無断占拠を理由に排除しようとした警官隊と暴走族が大規模に衝突し、その模様がマスメディアによって全国に大きく報道された（1999年胡子講暴挙事件）。

## 神社の所在地とその他
- 広島県広島市中区胡町5-12 北緯34度23分34.2秒、東経132度27分50.4秒
- 交通アクセス:広島駅から広島電鉄広電宮島口・江波・紙屋町経由広島港（宇品）行きで11分、白島電停から広島電鉄白島線八丁堀行きで7分、胡町・八丁堀電停下車すぐ